# Wołodymyr Pellich
Wołodymyr Pellich (ur. 17 października 1886 w Lisowicach, zm. 28 grudnia 1981 w New Brunswick) – ukraiński działacz społeczny, ksiądz greckokatolicki, poseł na Sejm II kadencji.
Ukończył C. K. I Gimnazjum w Tarnopolu, następnie teologię na Uniwersytecie Lwowskim. Wyświęcony 22 października 1911 przez metropolitę Andrzeja Szeptyckiego objął parafię św. Barbary w Wiedniu. Tam w 1913 uzyskał tytuł dr filozofii na Uniwersytecie Wiedeńskim. 
W 1917 został kapelanem wszystkich żołnierzy-grekokatolików w armii austro-węgierskiej, walczących na froncie włoskim.
W latach 1918–1932 był proboszczem w Radziechowie. W czasie wojny polsko-ukraińskiej ksiądz Pellich został aresztowany za "ukraińską agitację i wrogą działalność przeciw Państwu Polskiemu" 11 czerwca 1919, i internowany początkowo we Lwowie, a później w Laszkach koło Lwowa. Zwolniony z internowania 16 marca 1920, został powtórnie aresztowany 27 kwietnia 1920, i internowany do końca września 1920.
W latach 1937–1942 ksiądz Pellich był proboszczem w Czerniewie, a w latach 1942-1944 we wsi Dowhe koło Morszyna. W 1944 z obawy przed władzą radziecką wyemigrował do Niemiec, przebywał po wojnie w obozie Karlsfeld koło Monachium. W 1947 wyemigrował do Stanów Zjednoczonych.